# Schizotrema guadeloupense
Schizotrema guadeloupense är en lavart som först beskrevs av Hale, och fick sitt nu gällande namn av Mangold & Lumbsch. Schizotrema guadeloupense ingår i släktet Schizotrema och familjen Graphidaceae.   Inga underarter finns listade i Catalogue of Life.